# Pepa Millán
Maria José Rodríguez de Millán Parro (Córdoba, 1 de janeiro de 1995) geralmente conhecida por Pepa Millán é uma advogada, colunista e política espanhola do vox. Desempenha atualmente as funções de deputada e porta-voz do seu Grupo Parlamentar no Congresso dos Deputados. Católica praticante é uma apoiante da monarquia, gosta da tauromaquia e compartilhar fotos com a bandeira nacional nas suas redes sociais. Anteriormente, desempenhou as funções de Senadora do Reino de Espanha.

## Biografia
Nasceu na cidade de Córdoba, Andaluzia em 1995, apareceu precisamente como a segunda colocada nas listas do Vox da província de Córdoba, conquistando uma cadeira no Senado após as últimas eleições gerais na Andaluzia. Formada em direito pela Universidade de Sevilha em 2018, tirou um mestrado em Direito e Direito Contratual e Responsabilidade Civil na Universidade Pablo de Olavide, que concluiu em 2020, tendo sido colunista do La Razón. Com apenas 27 anos, ela conseguiu ser senadora do Vox. Foi assessora do Grupo Parlamentar VOX da Andaluzia. Grande parte do seu trabalho no partido esteve ligado às áreas do emprego, igualdade, promoção e presidência. Conforme indicado no próprio site do partido.
Em 7 de novembro, numa manifestação ilegal. contra a Lei da Amnistia, na qual foram gritadas palavras de ordem contra o Governo e Felipe VI, com a presença de neonazis subsidiados por uma plataforma ligada ao partido, apelou à rebelião das forças e órgãos de segurança do Estado, um crime previsto no Código Penal do Reino de Espanha.